# ۱۲۱ (میلادی)
۱۲۱ (میلادی) صد و بیست و یکمین سال تقویم میلادی است.

## زادگان
- ۲۶ آوریل- مارکوس اورلیوس امپراتور روم

## درگذشتگان
- تسای لون، مخترع چینی کاغذ

‎